# هربرت شايد
هربرت شايد (بالألمانية: Herbert Schade)‏ (و. 1922 – 1994 م) هو منافس ألعاب قوى، وعداء مسافات طويلة ألماني، ولد في زولينغن، شارك في الألعاب الأولمبية الصيفية 1956، والألعاب الأولمبية الصيفية 1952، توفي في زولينغن، عن عمر يناهز 72 عاماً.

## روابط خارجية
- هربرت شايد على موقع أوليمبيديا (الإنجليزية)